# La bionda esplosiva
La bionda esplosiva è un film del 1957 prodotto e diretto da Frank Tashlin, interpretato da Jayne Mansfield, Tony Randall e con un cameo di Groucho Marx.
Nel 2000 è stato scelto per essere conservato nel National Film Registry della Biblioteca del Congresso degli Stati Uniti.

## Trama
Un agente pubblicitario cerca, con un piano che reputa molto astuto, di convincere una famosa attrice a fare da testimonial ad un rossetto. Le conseguenze della trovata, però, sono quantomeno inaspettate.